# 纯妃
纯妃是中國、越南妃嫔的封号。

## 历代纯妃
- 段纯妃，明熹宗妃。
- 純惠皇貴妃，曾封纯妃，清朝乾隆帝妃。
- 儷天英皇后武氏諧，曾封一階純妃，阮朝嗣德帝妃